# Voiture modernisée Sud-Ouest à deux essieux

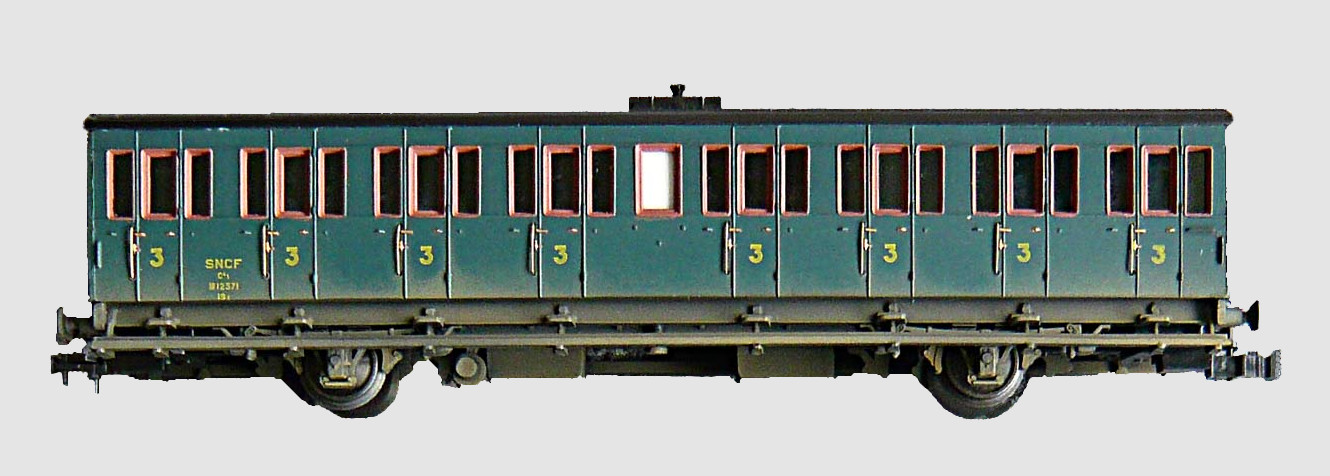
Modèle réduit ancien de voiture Midi antérieure à la modernisation

Les voitures modernisées Sud-Ouest à deux essieux proviennent de la rénovation d'anciennes voitures à deux essieux et à caisse en bois, construites entre 1905 et 1916 ou en 1922-1923.

## Caractéristiques
Au total, 893 voitures ont été modernisées de 1949 à 1956 :
- 228 voitures ex Midi ;
- 665 voitures ex PO.

On recense les types suivants :
- A6t, de première classe ;
- A2B3t et A3B3t, mixtes première / seconde classe ;
- C6t → B6t ou B6tf, de troisième classe puis seconde en 1956 ;
- C4Dt → B4Dt, mixtes fourgon.

Leurs caractéristiques sont les suivantes :
- Châssis conservé,
- Caisse métallique neuve avec un ou deux (cas général) accès par face,
- Toiture d'origine en bois conservée,
- Intérieurs conservés.

Elles ont circulé en service omnibus sur toutes les régions sauf le Sud-Est.
Elles ont été retirées du service de 1965 à 1970.

## Modélisme
Ces voitures ont été notamment reproduites au 1/87ème par l'artisan Mougel puis en 2019 par la société REE Modèles.